# 13792 Кущинський
13792 Кущинський (13792 Kuščynskyj) — астероїд головного поясу, відкритий 7 листопада 1998 року.
Тіссеранів параметр щодо Юпітера — 3,174.